# Massacre de Komméno
Le massacre de Komméno (en grec moderne : Η σφαγή του Κομμένου / I sphagí tou Komménou)  est une tuerie de masse, lancée par les forces nazies, contre les habitants civils du village de  Komméno, en Épire, Grèce du Nord, perpétrée le 16 août 1943, par des unités de la Wehrmacht,,.

## Contexte

### Géographie
Komméno est un village de l'ouest de la Grèce, près d'Arta. Il est situé sur la rive est du fleuve Arachthos, au nord du golfe Ambracique. D'après le recensement de 1940 , il compte 776 habitants vivants de l'agriculture et la pêche.

### 1943 à Komméno
À l'été 1943, des organisations de partisans grecs telles que l'ELAS et l'EDES ont rassemblé des bandes armées puissantes qui attaquent fréquemment les forces d'occupation de l'Axe. Comme les partisans comptent sur les civils pour obtenir de la nourriture et des renseignements, la Wehrmacht applique le principe de responsabilité collective à des communautés entières et utilise systématiquement des représailles de masse pour intimider la population. Le massacre de Komméno est un exemple typique de cette politique. 
Le 12 août 1943, un petit détachement de partisans, recherchant de la nourriture, atteint Komméno. Tout en collectant de la nourriture, une équipe de reconnaissance de la Wehrmacht, composée de deux hommes, entre dans le village et, après avoir vu les partisans, fait demi-tour et repart. Craignant des représailles, les habitants passent la nuit dans les champs et envoient une délégation au commandant italien, à Arta, pour lui expliquer la situation. Rassurés qu'il n'y aurait pas de conséquences, ils rentrent chez eux et se préparent à célébrer l'Assomption de Marie, le 15. Le soir du 15 août, un mariage a lieu à Komméno et de nombreuses personnes du village et des environs veillent tard pour le célébrer,. 

## Massacre

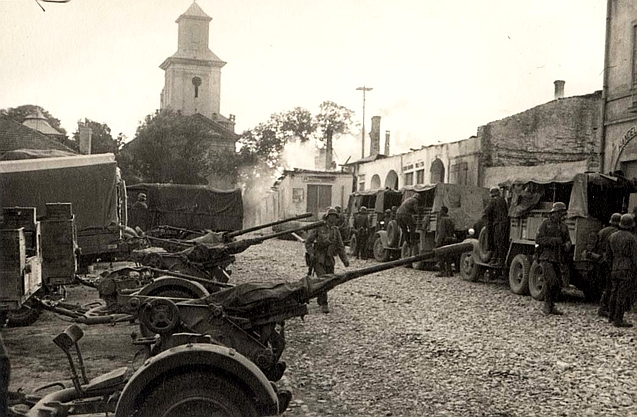
98ᵉ régiment de la 1ʳᵉ division de montagne

Le 16 août, à l'aube, 120 hommes de la 12e compagnie du 98e régiment de la 1re division de montagne, sous le commandement du Leutnant Willibald Röser, se rendent à Komméno en camion. La nuit précédente, le commandant du régiment, l'Oberst Josef Salminger (de), leur avait fait un bref et féroce discours, prétendant qu'ils allaient anéantir un nid de partisans et leur ordonnant de n'épargner personne.
La plupart des hommes ont combattu sur le front de l'Est et ils sont habitués à exercer des représailles similaires contre la population locale,.
Les soldats encerclent le village de trois directions, ne laissant sans surveillance que l'accès au fleuve Arachthos. Les maisons sont d'abord attaquées à la grenade et lorsque les villageois se réveillent et tentent de fuir, ils sont abattus sans discernement. Beaucoup de femmes, d'enfants et de personnes âgées sont les victimes.
Parmi les premières victimes, on compte le prêtre du village, tué par Röser alors qu'il le supplie d'épargner son église. Plusieurs témoins oculaires décrivent des femmes violées, des personnes battues et des cadavres humiliés. Une quarantaine d'invités du mariage encore éveillés qui célébraient sont également assassinés. 
La seule issue d'évacuation se trouve de l'autre côté du fleuve et de nombreux villageois réussissent à le traverser, soit à la nage, soit à bord de petits bateaux. Après avoir saisi le bétail et pillé les objets de valeur, les Allemands mettent le feu au village,.

## Conséquences
La liste officielle des victimes comprend 317 victimes, dont 73 enfants de moins de dix ans, 20 familles entières et les jeunes mariés. Un monument commémorant le massacre est érigé sur la place principale.
Les rapports officiels de la Wehrmacht, sur les événements de Komméno, affirment faussement que le village était aux mains de partisans qui ont ouvert le feu contre les Allemands. Ils affirment également que 150 partisans ont été tués à la suite de ces événements.
Salminger est tué dans une embuscade tendue par les partisans, le 1er octobre 1943. En représailles, les forces allemandes de la 1re Division de montagne perpètrent le massacre de Lyngiádes, le 3 octobre 1943. Röser est tué, en novembre 1944, à Fribourg, lors d'un raid aérien.
Le commandant de la division, le Generalleutnant Walter Stettner, disparaît après la mi-octobre 1944, près de Belgrade, et n'a jamais été traduit en justice pour les atrocités commises à Komméno.
Aucune réparation n'a été versée aux familles des victimes. 

### Sources
: document utilisé comme source pour la rédaction de cet article.
- (en) Mark Mazower, « Anatomy of a Massacre : 16 August 1943 », dans Inside Hitler's Greece: The Experience of Occupation, 1941–44, Yale University Press, 1995 (ISBN 0-300-08923-6, lire en ligne). .
- (de) Hermann F. Meyer, Blutiges Edelweiss. Die 1. Gebirgs-Division im Zweiten Weltkrieg, Ch. Links-Verlag, 2007 (ISBN 3861534479). .
- (el) Michalis Stoukas, « 16 Αυγούστου 1943: Η σφαγή του Κομμένου της Άρτας » [« 16 août 1943: Le massacre de Kommenos d'Arta »], sur le site protothema.gr,‎ 27 août 2017 (consulté le 30 novembre 2020).

### Source de la traduction
- (en) Cet article est partiellement ou en totalité issu de l’article de Wikipédia en anglais intitulé « Massacre of Kommeno » (voir la liste des auteurs).